# NGC 2787
NGC 2787 је спирална галаксија у сазвежђу Велики медвед која се налази на NGC листи објеката дубоког неба.
Деклинација објекта је + 69° 12' 13" а ректасцензија 9h 19m 18,4s. Привидна величина (магнитуда) објекта NGC 2787 износи 10,9 а фотографска магнитуда 11,8. Налази се на удаљености од 10,240 милиона парсека од Сунца. NGC 2787 је још познат и под ознакама UGC 4914, MCG 12-9-39, CGCG 332-41, IRAS 09148+6924, PGC 26341.